# Starry Eyed
«Starry Eyed» ― песня британской певицы и автора песен Элли Голдинг, выпущенная в качестве второго сингла с ее дебютного студийного альбома Lights.

## Критика
Ник Левин с портала Digital Spy написал, что песня умудряется сочетать в себе и фолк, и поп, и дэнс одновременно. Она мерцает, но не теряет своей универсальной привлекательности. Критик из журнала New Musical Express Марк Бомонт назвал «Starry Eyed» одним из самых блестящих треков альбома и отметил, что Элли выглядит в нем эвлюбленной и задыхающейся под ритмы диско.

## Коммерческий успех
Песня дебютировала на 4-м месте в UK Singles Chart, продав 49 118 копий за первую неделю. Она провела на этом месте еще две недели, продав 45 579 копий на второй неделе и 39 942 копии на третьей. Песня была сертифицирована платиновой в Великобритании 17 марта 2017 года.

## Музыкальное видео
Музыкальное видео было снято режиссерами Россом Купером и Багси Ривербэнк Стил в лондонской ратуше Финсбери и выпущено 20 января 2010 года.
Второй клип был снят режиссером Дуганом О'Нилом в Пейншилл-парке в графстве Суррей, Англия и выпущен 28 июля 2011 года для американского рынка.

## Трек-лист
| - UK CD single 1. "Starry Eyed" – 2:58 2. "Starry Eyed" (Russ Chimes Remix) – 5:10 3. "Starry Eyed" (Little Noise Session) – 3:03 - UK digital EP 1. "Starry Eyed" – 2:57 2. "Starry Eyed" (Russ Chimes Remix) – 5:08 3. "Starry Eyed" (Little Noise Session) – 3:03 4. "Starry Eyed" (Penguin Prison Remix featuring Theophilus London) – 5:10 - UK limited-edition 10" single A. "Starry Eyed" – 2:58 - German CD single 1. "Starry Eyed" – 2:57 2. "Fighter Plane" – 4:25 | - German digital EP 1. "Starry Eyed" – 2:57 2. "Starry Eyed" (Russ Chimes Remix) – 5:08 3. "Starry Eyed" (Little Noise Session) – 3:03 4. "Starry Eyed" (Penguin Prison Remix featuring Theophilus London) – 5:10 5. "An Introduction to Ellie Goulding" (video) – 2:34 - US digital EP – The Remixes 1. "Starry Eyed" (Penguin Prison Remix) – 5:09 2. "Starry Eyed" (Jakwob Remix) – 4:35 3. "Starry Eyed" (Russ Chimes Remix) – 5:08 4. "Starry Eyed" (Monsieur Adi Remix) – 4:42 5. "Starry Eyed" (AN21 and Max Vangeli Remix) – 8:14 |

## Чарты
| Чарт (2010)                                | Высшая позиция |
| ------------------------------------------ | -------------- |
| Australia Dance (ARIA)                     | 25             |
| Australia Hitseekers (ARIA)                | 11             |
| Австрия (Ö3 Austria Top 40)                | 47             |
| Бельгия/Фландрия (Ultratip Bubbling Under) | 14             |
| СНГ (TopHit)                               | 222            |
| Дания (Tracklisten Airplay)                | 18             |
| Europe (European Hot 100 Singles)          | 15             |
| Германия (GfK)                             | 46             |
| Ирландия (IRMA)                            | 4              |
| Израиль (Media Forest)                     | 9              |
| Новая Зеландия (Recorded Music NZ)         | 26             |
| Шотландия (OCC Scotland)                   | 3              |
| Словакия (Rádio — Top 100)                 | 36             |
| Великобритания (OCC UK Singles)            | 4              |

| Чарт (2010)                          | Позиция |
| ------------------------------------ | ------- |
| UK Singles (Official Charts Company) | 42      |

## Сертификации
| Регион | Сертификация | Продажи |
| --- | ------------ | ------- |
| Норвегия (IFPI Norway) | Золотой      | 5000*   |
| Великобритания (BPI) | Платиновый   | 775,000 |
| США (RIAA) | Золотой      | 500 000 |
| * Данные о продажах приведены только на основе сертификации. · Данные о продажах + прослушиваниях приведены только на основе сертификации. |              |         |